# We Bury the Dead
Pour plus de détails, voir Fiche technique et Distribution.
We Bury the Dead est un film américano-australien réalisé par Zak Hilditch et sorti en 2024.
Il est présenté au festival du film d'Adélaïde.

## Synopsis
Ava Newman est désespérée après la mort de son mari lors d'une expérience militaire. Espérant retrouver sa dépouille, la jeune femme rejoint une « unité de récupération des corps ». Ses recherches vont cependant prendre une tournure effrayante lorsqu'elle découvre que les cadavres qu'elle enterre semblent revenir à la vie.

## Fiche technique
Sauf indication contraire, les informations mentionnées dans cette section peuvent être confirmées par la base de données cinématographiques IMDb,  présente dans la section « Liens externes ».
- Titre original : We Bury the Dead
- Réalisation et scénario : Zak Hilditch
- Musique : Chris Clark
- Décors : N/A
- Costumes : N/A
- Photographie : Steve Annis
- Montage : Merlin Eden
- Production : Ross M. Dinerstein, Mark Fasano, Joshua Harris, Kelvin Munro et Grant Sputore

Producteurs délégués : Lee Broda, Ford Corbett, Nicholas Erickson, Sean Fannan, Ari Harrison, Jeff Harrison, D. J. Jiang, Nathan Klingher, Ari Novak et Jeff Rice
- Sociétés de production : The Penguin Empire, Campfire Studios, Gramercy Park Media, Giant Leap Media, Lotterywest, Screen Australia, ScreenWest et WA Regional Screen Fund
- Société de distribution : Umbrella Entertainment (Australie)
- Budget : N/A
- Pays de production :  Australie,  États-Unis
- Langue originale : anglais
- Format : couleur
- Genre : thriller, fantastique, film de zombies, survie
- Date de sortie[2] :
  - Australie : 1er novembre 2024 (festival d'Adélaïde)

## Distribution
- Daisy Ridley : Ava Newman
- Mark Coles Smith : Riley
- Brenton Thwaites : Clay
- Kym Jackson : lieutenant Wilkie
- Matt Whelan : Mitch
- Deanna Cooney : Bianca
- Holly Hargreaves : Mme Smith

## Production
En octobre 2023, il est annoncé qu'un film de survie intitulé We Bury the Dead est en développement, écrit et développé par Zak Hilditch et avec Daisy Ridley dans le rôle principal. Le tournage débute le 19 février 2024 à Albany en Australie-Occidentale,,. Mark Coles Smith et Brenton Thwaites rejoignent ensuite le film. En mars, Kym Jackson, Matt Whelan ou encore Deanna Cooney sont également annoncés. Les prises de vues s'achèvent le 26 mars 2024.

## Sortie
Le film est présenté en avant-première au festival du film d'Adélaïde en novembre 2024.